# Кременчуцька телещогла
Кременчуцька телещогла — телекомунікаційна щогла заввишки 219,6 м, споруджена у 1998 році в Кременчуці.

## Характеристика
Висота вежі становить 219,6 м. Висота над рівнем моря — 74 м. Радіус потужності покриття радіосигналом становить 60 км. Прорахунок для DVB-T2 — 200 м.